# Сокира Павло Федорович
Павло Федорович Сокира (нар. 5 серпня 1932 — пом. 28 грудня 1995) — музикант, бандурист.
Народився і виховувався у селянській родині в селі Береза Глухівського району Сумської області.
Закінчив Березівську середню школу. У 1965 р. закінчив Київську державну консерваторію ім. П. І. Чайковського. У 1979 році присвоєно звання «Заслужений артист УРСР».
Був солістом Державної капели бандуристів Української РСР.